# Urban Klausmann
Urban Klausmann (* 29. Juni 1952 in Furtwangen) ist ein ehemaliger deutscher Fußballspieler und heutiger Fußballtrainer.

## Werdegang
Klausmann begann das Fußballspielen beim FC 07 Furtwangen, von wo er zum FC 08 Villingen wechselte. 1974 wechselte er vom FC 08 Villingen zu Werder Bremen. Werder spielte in der Bundesliga und unter Trainer Josef Piontek gab Klausmann am 1. Spieltag der Saison 1974/75 bei der 0:3-Heimniederlage gegen Eintracht Frankfurt sein Debüt. Nach 18 Monaten war für Klausmann Schluss an der Weser, er wechselte in die 2. Bundesliga, in der er den Rest seiner Profikarriere spielte. Er schloss sich SV Waldhof Mannheim, 1. SC Göttingen 05, Schwarz-Weiß Essen, Rot-Weiss Essen und Freiburger FC an. Zum Karriereausklang betätigte er sich als Spielertrainer beim FC 07 Furtwangen und trug mit seinen 45 Toren in der Saison 1983/84 dazu bei, dass der Verein aus der Bezirksliga in die Landesliga aufstieg. 1984 erwarb er die A-Lizenz als Trainer. Später trainierte er noch den FC Villingen 08.

## Sonstiges
Klausmann ist gelernter Industriekaufmann.